# Dom Casmurro
Dom Casmurro é um romance escrito por Machado de Assis, publicado em 1899 pela Livraria Garnier. Escrito para publicação em livro, o que ocorreu em 1900 – embora com data do ano anterior, ao contrário de Memórias Póstumas de Brás Cubas (1881) e Quincas Borba (1891), escritos antes em folhetins –, é considerado pela crítica o terceiro romance da "Trilogia Realista" de Machado de Assis, ao lado desses outros dois, embora o próprio autor não tenha formulado esta categoria.
Seu protagonista é Bento Santiago, o narrador da história que, contada em primeira pessoa, pretende "atar as duas pontas da vida", ou seja, unir relatos desde sua mocidade até os dias em que está escrevendo o livro. Entre esses dois momentos, Bento escreve sobre suas reminiscências da juventude, sua vida no seminário, seu caso com Capitu e o ciúme que advém desse relacionamento, que se torna o enredo central da trama. Ambientado no Rio de Janeiro do Segundo Império, se inicia com um episódio que seria recente, no qual o narrador recebe a alcunha de "Dom Casmurro", daí o título do romance. Machado de Assis o escreveu utilizando ferramentas literárias como a ironia e a intertextualidade, fazendo referências a Schopenhauer e, sobretudo, à peça Otelo, o Mouro de Veneza de Shakespeare.
Ao longo dos anos, Dom Casmurro, com seus temas do ciúme, a ambiguidade de Capitu, o retrato moral da época e o caráter do narrador, recebeu inúmeros estudos, adaptações para outras mídias e interpretações no mundo inteiro: desde psicológicas e psicanalíticas na crítica literária dos anos 30 e dos anos 40, passando pela crítica literária feminista na década de 1970, até sociológicas da década de 1980, e adiante. Creditado como um precursor do Modernismo e de ideias posteriormente escritas pelo criador da psicanálise Sigmund Freud, o livro influenciou os escritores John Barth, Graciliano Ramos e Dalton Trevisan e é considerado por alguns, disputando com Memórias Póstumas de Brás Cubas, como a obra-prima de Machado. Dom Casmurro foi traduzido para diversas línguas, continua a ser um de seus livros mais famosos e é considerado uma das obras mais fundamentais de toda a literatura brasileira.

## Enredo
Narrado com foco narrativo em primeira pessoa, seu personagem principal é o carioca de 54 anos Bento de Albuquerque Santiago, advogado solitário e bem-estabelecido que, após ter reproduzido tal qual, no Engenho Novo, a casa em que foi criado "na antiga Rua de Matacavalos" (hoje a Rua do Riachuelo), pretende "atar as duas pontas da vida e resgatar na velhice a adolescência", ou seja, contar na meia idade seus momentos de moço. No primeiro capítulo, o autor justifica o título: é uma homenagem a um "poeta do trem" que certa vez o importunou com seus versos e que lhe chamou de "Dom Casmurro" por ter, segundo Bento, "fechado os olhos três ou quatro vezes" durante a recitação. Seus vizinhos, que lhe estranhavam os "hábitos reclusos e calados", e também seus amigos próximos, popularizaram a alcunha. Para escrever o livro é inspirado por medalhões de César, Augusto, Nero e Massinissa: imperadores romanos que mataram suas esposas adúlteras.
Nos capítulos adiante Bento começa suas reminiscências: conta as experiências que teve quando sua mãe, a viúva D. Glória, lhe enviou para o seminário, fruto de promessa que ela fez caso acabasse concebendo um novo filho depois de seu primeiro, que morreu no parto; a ideia foi ressuscitada pelo agregado José Dias, que conta a Tio Cosme e à D. Glória o namoro de Bentinho com Capitolina, a vizinha pobre por quem Bentinho era apaixonado. No seminário, Bentinho conhece seu melhor amigo, Ezequiel de Sousa Escobar, filho de um advogado de Curitiba. Bento larga o seminário e estuda Direito em São Paulo, enquanto Escobar torna-se comerciante bem-sucedido e casa-se com Sancha, amiga de Capitu. Em 1865, Capitu e Bentinho casam; Sancha e Ezequiel têm uma filha que dão o nome de Capitolina, enquanto o protagonista e sua esposa concebem um filho que chamam de Ezequiel. O Escobar companheiro de Bento, que era exímio nadador, paradoxalmente morre afogado em 1871, e no enterro tanto Sancha quanto Capitu olham o defunto fixamente, "Momento houve em que os olhos de Capitu fitaram o defunto, quais os da viúva, [...], como a vaga do mar lá fora, como se quisesse tragar também o nadador da manhã", segundo ele.
Logo o narrador começa a desconfiar que seu melhor amigo e Capitu o traíam às escondidas. Dom Casmurro também passa a duvidar de sua própria paternidade. Diz ele nas últimas linhas: [...] quis o destino que acabassem juntando-se e enganando-me… O livro termina com o convite irônico "Vamos à História dos Subúrbios", livro que ele, no início do romance, teria pensado escrever antes de ocorrer-lhe a ideia de Dom Casmurro. A ação do romance passa-se entre 1857 e 1875, aproximadamente, e a narrativa, embora de tempo psicológico, permite a percepção de algumas unidades: a infância de Bento em Matacavalos; a casa de Dona Glória e a família do Pádua, com os parentes e agregados; o conhecimento de Capitu; o seminário; a vida conjugal; a densificação do ciúme; os surtos psicóticos de ciúme, agressividade; a ruptura.

## Características

### Gênero
A partir de Memórias Póstumas de Brás Cubas (1881), Machado de Assis escreveu livros com temas e estilos diferentes de seus romances iniciais, como Ressurreição e A Mão e a Luva. Esses novos romances — que incluem, além de Memórias Póstumas, Quincas Borba (1891) e Dom Casmurro — são chamados de realistas por possuírem atitude crítica, objetividade e contemporaneidade. Alguns críticos preferem chamar este gênero de "realismo psicológico", por apresentar o interior, o pensamento, a ausência da ação aliada à densidade psicológica e filosófica. No entanto, também há em Dom Casmurro resíduos românticos, como a metáfora erótica em relação à Capitu, descrita com "olhos de cigana oblíqua e dissimulada". Ian Watt escreveu que o realismo referia-se às experiências empíricas dos homens, mas a recriação do passado através da memória de Bentinho, suas "manchas" de recordação, aproxima o livro do romance impressionista.
Para John Gledson, Dom Casmurro "não é um romance realista no sentido de que nos apresenta abertamente os fatos, sob forma facilmente assimilável. Apresenta-se com eles, mas temos de ler contra a narrativa para descobri-los e conectá-los por nós mesmos. Na medida em que assim procedermos, descobriremos mais não só acerca dos personagens e dos acontecimentos descritos na história, mas também sobre o protagonista, Bento, o próprio narrador." Assim, podemos concluir que Dom Casmurro é um romance realista voltado para a análise (ou exposição) psicológica e que critica ironicamente a sociedade, no caso da elite carioca, a partir do comportamento de determinados personagens. Os críticos também notam certos elementos do modernismo em Dom Casmurro. Mesmo alguns, como Roberto Schwarz, arriscam considerar que este é o "primeiro romance modernista brasileiro". Isso deve-se fundamentalmente a seus capítulos curtos, à estrutura fragmentária não-linear, ao gosto pelo elíptico e alusivo, à postura metalinguística de quem escreve e se vê escrevendo, às intromissões na narrativa e à possibilidade de várias leituras ou interpretações: elementos "anti-literários" que só seriam popularizados com o modernismo décadas mais tarde.
Outros ainda o veem como um romance policial, onde o leitor teria que investigar os pormenores das ações desconfiando das visões do narrador para chegar a uma conclusão sobre a veracidade do adultério, já que "desde o início há incongruências, passos obscuros, ênfases desconcertantes, que formam um enigma." Entre essas pistas estariam: a metáfora dos "olhos de ressaca" e dos "olhos de cigana oblíqua e dissimulada", o paralelo com o drama shakespeariano de Otelo e Desdêmona, a aproximação com a ópera do tenor Marcolini (o duo, o trio e o quatuor), as "semelhanças esquisitas", as relações com Escobar no seminário, a lucidez de Capitu e o obscurantismo de Bentinho, a imaginação delirante e perversa do ex-seminarista, o preceito bíblico do Eclesiastes no final do livro.

### Temas
O tema central de Dom Casmurro é o ciúme e a tragédia conjugal de Bentinho. A começar pela citação dos imperadores César, Augusto, Nero e Massinissa, que mataram suas esposas acusadas de adultério, até a citação shakespeariana do mouro Otelo que matou sua mulher pelo mesmo motivo. Seu primeiro traço de ciúmes surge no cap. LXII, quando pergunta a José Dias, agregado da casa de sua mãe, quando este vai visitá-lo no seminário, "Capitu como vai?", ao que o outro responde: "Tem andado alegre, como sempre; é uma tontinha. Aquilo enquanto não pegar um peralta da vizinhança que se case com ela…" Para Bentinho a resposta foi um baque, já que escreve: "A minha memória ouve ainda agora as pancadas do coração naquele instante". De acordo com Roberto Schwarz, em Dom Casmurro "a instância mais dramática está no ciúme, que havia sido um entre os vários destemperos imaginativos do menino, e agora, associado à autoridade do proprietário e marido, se torna uma força de devastação." Contudo, aqui há uma inovação no tema do ciúme presente em outras literaturas: em Dom Casmurro ele é apresentado do ponto de vista de um marido que se suspeita traído, sem dar margem à versão das outras personagens.

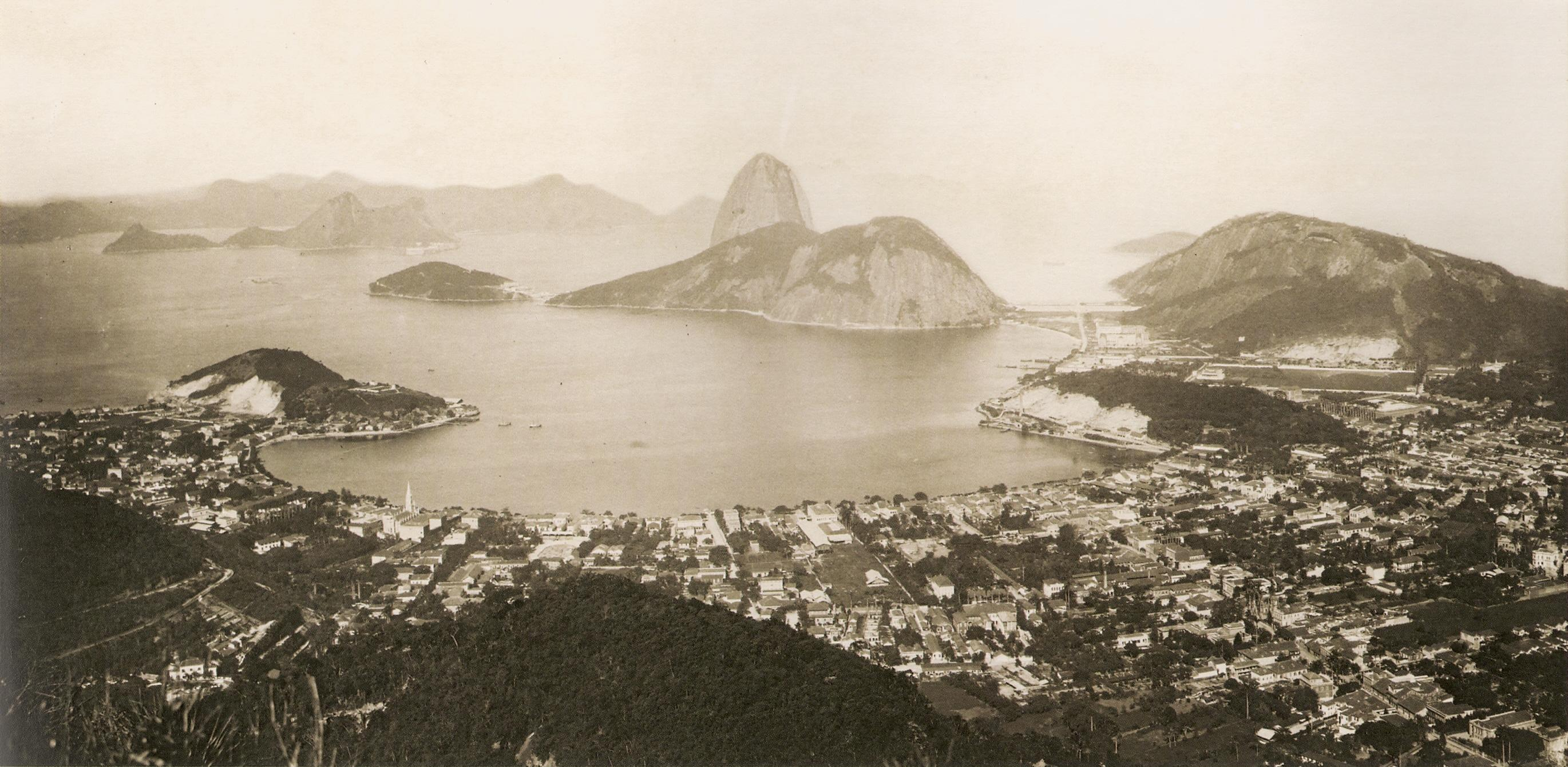
O Rio de Janeiro em 1889.

Outro tema bastante explícito do livro refere-se à sua ambientação: Rio de Janeiro do Segundo Império, na casa de um homem da elite. Críticos escrevem que até a época de sua publicação foi o livro que "fez a exploração psicológica mais intensa do caráter da sociedade do Rio de Janeiro". Bento é proprietário, cursou faculdade e tornou-se advogado, e representa uma classe diferente da de Capitu que, embora seja inteligente, veio de família mais pobre. O narrador permeia o livro de citações francesas e inglesas, hábito comum entre os aristocratas do século XIX. O contraste entre as duas personagens deu margem à interpretações de que Bentinho destruísse a figura de sua mulher por ele ser da elite e ela pobre (ver Interpretações). Em Dom Casmurro, o homem é o resultado de sua própria dualidade e incoerente em si mesmo, enquanto a mulher é dissimulada e encantadora. Assim, é um livro que representa a política, ideologia e religião do Segundo Reinado.

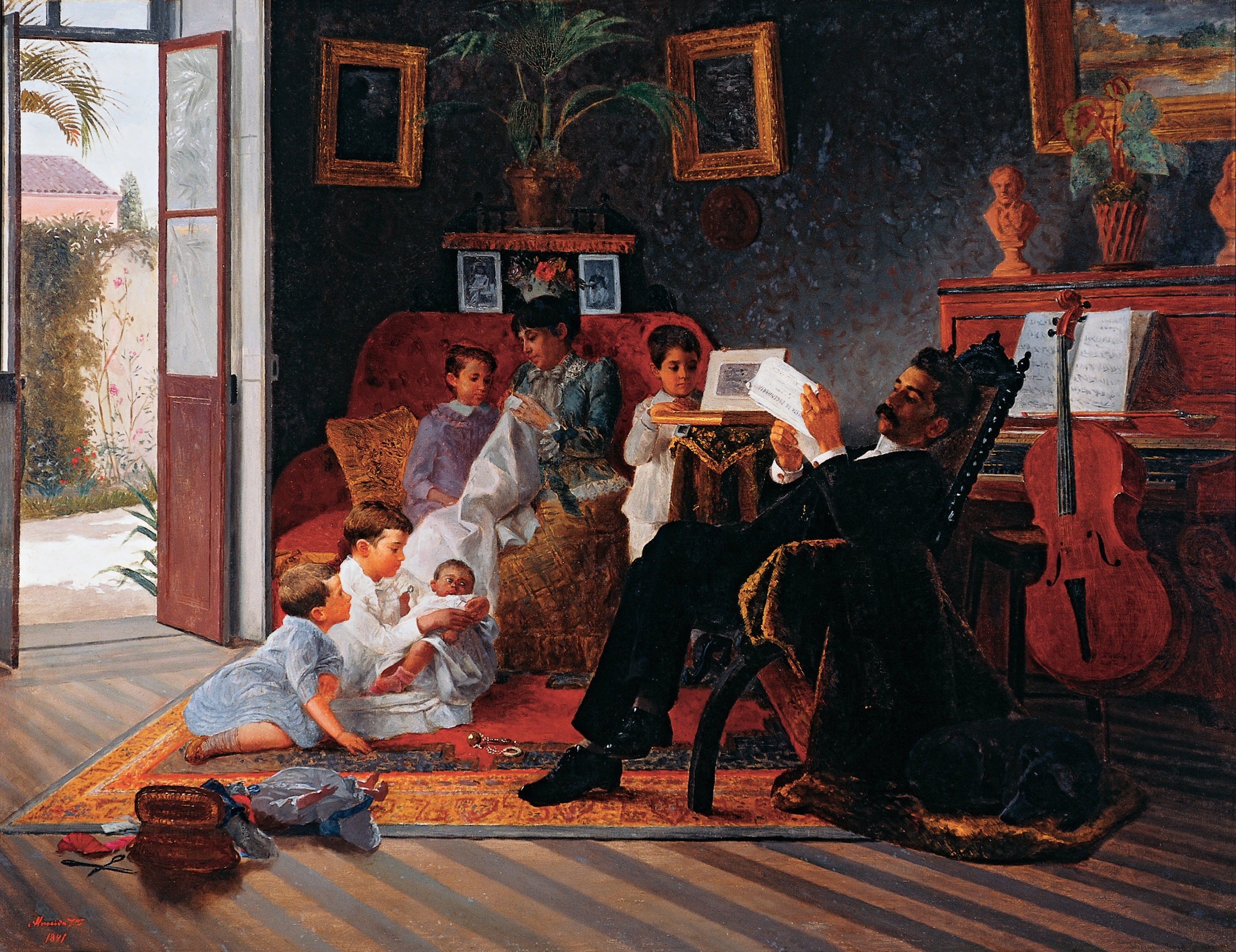
Típica cena familiar carioca dos tempos de Dom Casmurro, em 1891 (Cena de Família de Adolpho Augusto Pinto; artista: Almeida Júnior)

Segundo Eduardo de Assis Duarte, "o universo da elite branca e senhorial é o cenário por onde o narrador-personagem destila seu rancor e desconfiança quanto ao suposto adultério." Schwarz escreve que o romance apresenta as relações sociais e o comportamento da elite brasileira da época: de um lado, progressista e liberal, de outro, patriarcal e autoritária. Outro ponto estudado é que Dom Casmurro é quase incomunicável com Capitu — daí o fato de somente os gestos e os olhares (e não palavras) da moça lhe indicarem o possível adultério. Bento é um homem calado e metido consigo mesmo. Um de seus amigos um dia lhe enviou uma carta escrevendo: "Vou para Petrópolis, Dom Casmurro; a casa é a mesma da Renânia; vê se deixas essa caverna do Engenho Novo, e vai lá passar uns quinze dias comigo." Este isolamento, que se torna um motivo para ele "atar as duas pontas da vida", é também um dos temas do romance. O crítico Barreto Filho, por exemplo, notava ser "o espírito trágico que enformaria a obra inteira de Machado, guiando os destinos para a loucura, o absurdo e, no melhor dos casos, a velhice solitária."
Um dos problemas centrais de toda obra machadiana, e também presente neste livro, é a questão "Em que medida eu só existo por meio dos outros?", uma vez que Bento Santiago se torna Dom Casmurro influenciado pelos acontecimentos dos fatos e pelas ações das pessoas que lhe são próximas. Eugênio Gomes observou que o tema da semelhança física do filho resultante da "impregnação" da mãe pelos traços de um homem amado, sem que este gerasse aquele (como acontece entre Capitu, seu filho Ezequiel e o provável pai Escobar), era um tema em foco na época de Dom Casmurro. Antonio Candido também escreveu que uma das principais temáticas de Dom Casmurro é a tomada do fato imaginado como real, um elemento também presente nos contos machadianos. Assim, o narrador, através de si mesmo, contaria os fatos através de uma determinada loucura que o faria tomar por realidade suas fantasias, expressas em exageros e enganos.

### Estilo
Com Dom Casmurro, Machado continua com o estilo que vinha desenvolvendo desde Memórias Póstumas de Brás Cubas, numa linguagem altamente culta, impregnada de vastas referências, mas informal, em tom de conversa com o leitor, praticamente proto-modernista, permeada por intertextualidades, metalinguagens e ironias. Ele é considerado o último romance de sua "trilogia realista". Contudo, aqui ele também utiliza traços que retomam ao Romantismo (ou "convencionalismo", como prefere a crítica mais moderna). Um exemplo é o relacionamento de Bentinho com Capitu, o ciúme, o possível adultério. Além disso, tanto em sua fase romântica, com Ressurreição, onde ele descreve o "gracioso busto" da personagem Lívia, até sua fase realista, onde nota-se uma fixação pelo olhar dúbio de "cigana oblíqua e dissimulada" de Capitu, há sempre um traço romântico. Capitu é capaz de conduzir a ação, apesar do predomínio da trama romanesca não ter se esvaziado.
Contudo, à imagem do romance anterior, em Dom Casmurro há o mesmo rompimento com os realistas que seguiam Flaubert, cujos narradores desapareciam atrás da objetividade narrativa, e também dos naturalistas que, à exemplo de Zola, narravam todos os detalhes do enredo: ele opta por abster-se de ambos os métodos para cultivar o fragmentário e criar um narrador que interfere na narrativa com o objetivo de dialogar com o leitor, comentando seu próprio romance com filosofias, intertextualidade, e metalinguagens. Um exemplo desta última ferramenta dá-se no Capítulo CXXXIII, de um parágrafo só, em que o narrador escreve: Já me vais entendendo; lê agora outro capítulo. Bento, advogado, também abusa da retórica para dar sua versão dos fatos. Sua narrativa, de tempo psicológico, acompanha os vaivéns da sua memória, de maneira menos aleatória que em Memórias Póstumas, mas igualmente fragmentária. No entanto, algumas unidades são perceptíveis: a infância em Matacavalos; a casa de Dona Glória e a família do Pádua, os parentes e agregados; o conhecimento de Capitu; o seminário; a vida conjugal; a densificação e os surtos de ciúme; a separação etc.
De fato, o livro possui um estilo muito próximo ao do impressionismo associativo, onde existe uma ruptura com a narrativa linear, de modo que as ações não seguem um fio lógico ou cronológico, mas que são relatadas conforme surgem na memória e na vontade de Bento Santiago. José Guilherme Merquior notou que o estilo do livro "mantém-se na linha dos dois romances anteriores, com capítulos curtos, marcados pelos apelos ao leitor em tom mais ou menos humorístico e pelas digressões entre graves e gaiatas". As digressões são "intromissões" de elementos que aparentemente se desviam do tema central do livro e que Machado utiliza como interpolação de episódios, recordações, ou reflexões, muitas vezes citando outros autores ou obras ou comentando os capítulos, as frases, a organização do todo do próprio livro.

### Influências literárias
De todos seus romances, Dom Casmurro é provavelmente a obra que mais possui influência teológica. Há referências a São Tiago e São Pedro, principalmente pelo fato de o narrador Bentinho ter estudado em seminário. Além disso, no Capítulo XVII Machado faz alusão a um oráculo pagão do mito de Aquiles e ao pensamento israelita. Também utiliza, no final da obra, como uma epígrafe, o preceito bíblico de Jesus, filho de Sirach: "Não tenhas ciúmes de tua mulher para que ela não se meta a enganar-te com a malícia que aprender de ti."

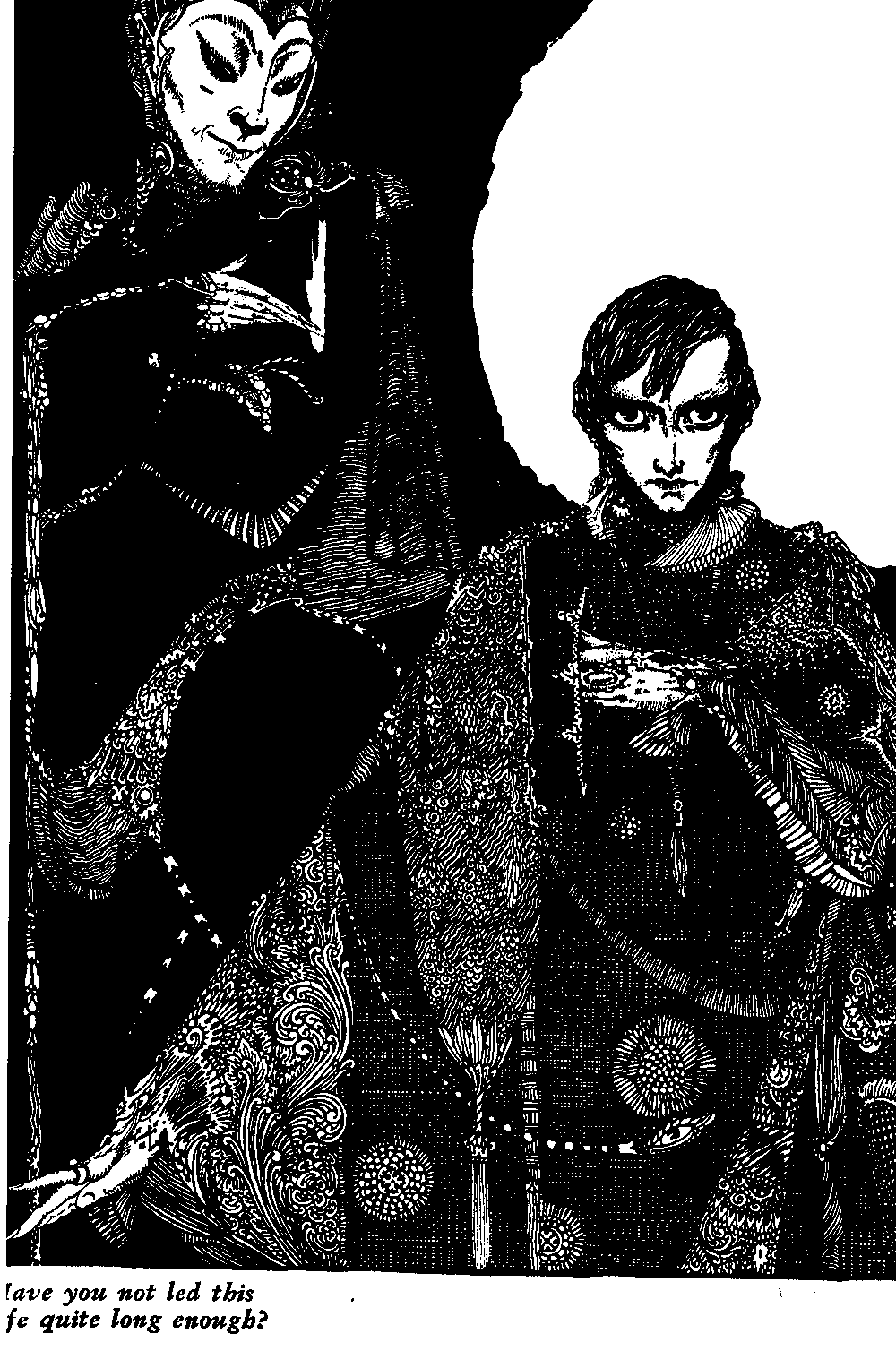
No livro, Bento faz alusões ao Fausto de Goethe para evocar suas memórias. (Ilustração: Harry Clarke, 1925).

A influência teológica não se limita aos fatos, mas também vai no nome das personagens: EZEQUIEL - nome bíblico; BENTO SANTIAGO - Bento (=santo), Bentinho (=santinho), Santo + Iago (=fusão entre o bem e o mal, de santo com Iago, personagem maléfico de Otelo, de Shakespeare); CAPITU sugere inúmeras derivações: de caput, capitis que, em latim, significa cabeça, numa alusão à inteligência ou à esperteza (Foneticamente aproxima-se de capeta, imagem da vivacidade, ou da maldade e traição com que a impregna o narrador enciumado.); CAPITOLINA lembra ainda o verbo capitular (= renunciar), a atitude conformada da esposa injuriada pelo marido, e que capitula e renuncia a qualquer reação.
Para evocar suas memórias, Bento cita Fausto, de Johann Wolfgang von Goethe (1749-1832), transcrevendo: ai vindes de novo inquietas sombras… Fausto é a personagem principal da peça que vende a alma ao demônio Mefistófeles para que este lhe dê a imortalidade, a eterna juventude e riquezas materiais. As "inquietas sombras" são, no caso, as memórias das pessoas e dos incidentes do passado, adormecidos, mas ainda perturbadores. Para a crítica norte-americana Helen Caldwell, essa citação é a que põe a memória de Bento em andamento: "seguida de perto pela alegoria da 'ópera', com seus colóquios no céu entre Deus e Satanás, dá a impressão de que Santiago talvez se identifique com o Fausto e sinta que vendeu a alma ao diabo." Os críticos notam que os clássicos antigos e modernos e as citações bíblicas não são, nunca em Machado, mera erudição; ao contrário, iluminariam as narrativas e inscrevê-las-iam com propriedade nos grandes arquétipos da literatura universal.

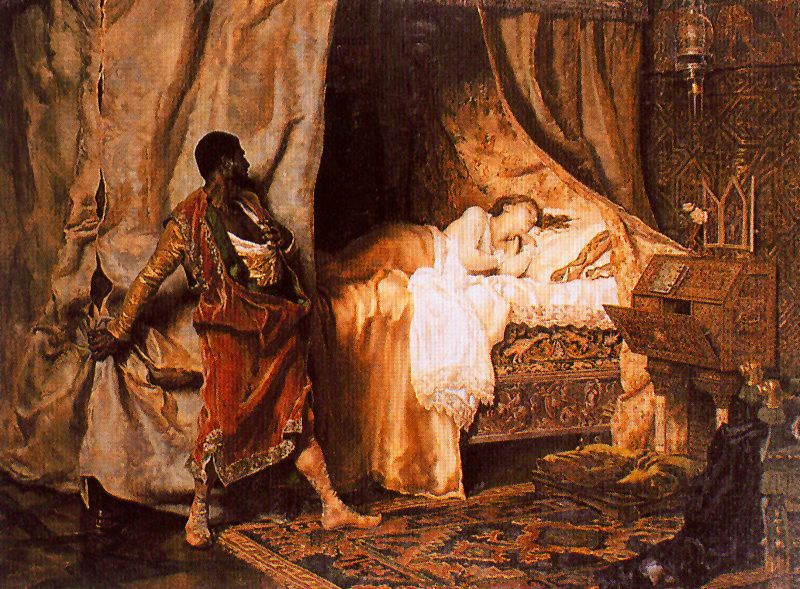
Otelo e Desdêmona por Muñoz Degrain, 1881, é um retrato do drama Otelo de William Shakespeare: influência arquétipa para o ciúme do Bentinho de Dom Casmurro.

Pois assim também acontece com o já citado Otelo de William Shakespeare. Otelo é o arquétipo do ciúme. Bento cria intertextualidade com a peça três vezes além do cap. LXII, no Capítulo LXXII e no Capítulo CXXXV: o primeiro comenta a relação de Desdêmona e seu marido mouro, enquanto que no segundo vai assistir a peça e diz que, embora "não vira nem lera nunca Otelo", estimou a coincidência entre seu próprio relacionamento com Capitu ao chegar ao teatro. Helen Caldwell sustentou fortemente a tese de que Dom Casmurro sofria influência de Otelo não somente no tema do ciúme mas também nas personagens: para a autora, Bento é o "Iago de si mesmo" e José Dias (que amava os superlativos) um típico personagem shakespeariano que gasta suas energias aconselhando (como o Polónio de Hamlet, que dá conselhos ao filho e exagera os fatos quando fala com o rei).
Outras fontes referem-se a semelhança física do filho (no caso, Ezequiel) resultante da "impregnação" da mãe pelos traços de um homem amado, sem que este gerasse aquele, foco usado antes por Zola em seu Madeleine Férat (1868) e também no precedente As Afinidades Eletivas (1809) de Goethe, onde o filho de Eduard e Charlotte tem os olhos de Ottilie, por quem Eduard está apaixonado, e as feições do capitão, amado por Charlotte; e à filosofia pessimista de Bento, onde os críticos notam influência direta de Schopenhauer, para quem "o prazer da existência não repousam no viver, só se alcançam no contemplar o vivido" (daí o objetivo de Bento retratar seu passado), e de Pascal, uma vez que o cristianismo de Bentinho é análogo à casuística jesuíta atacada por ele e pelos jansenistas.

## Influência e diálogos
Dom Casmurro, assim como Memórias Póstumas de Brás Cubas, possui estilo próprio e elementos "anti-literários" que só seriam popularizados com o modernismo décadas mais tarde: capítulos curtos, estrutura fragmentária não-linear, tendência ao elíptico e alusivo, postura metalinguística de quem escreve e se vê escrevendo, intromissões na narrativa e possibilidade de várias leituras e interpretações.
Oswald de Andrade, nome de destaque da importante Semana de Arte Moderna de 1922, cujo estilo literário, assim como o de Mário de Andrade, se insere na tradição experimental, metalinguística e citadina mais ou menos dialogável com a obra de Machado de Assis, tinha Dom Casmurro como um de seus livros preferidos e encarava o escritor como um mestre do romance brasileiro. A influência mais direta do livro, no entanto, é estrangeira; John Barth escreveu A Ópera Flutuante (1956) que, na comparação de David Morrell, possui traços semelhantes ao enredo de Dom Casmurro, como o de que os personagens principais dos dois livros são advogados, chegam a pensar em suicídio e a comparar a vida a uma ópera, e vivem transtornados num triângulo amoroso. Na verdade, todas as primeiras obras de Barth sofreram forte influência deste livro de Machado de Assis, principalmente sua técnica de escrever o romance e o enredo de Dom Casmurro. Dom Casmurro também dialoga com Grande Sertão: Veredas (1956), em que Guimarães Rosa retoma a "viagem de memória" presente no livro de Machado.
O desafio de Bentinho em atrair e conquistar Capitu para lograr seu objetivo interessado nas prendas da namorada — atitude identificada como "modelo senhorial e possessivo que prescinde de maiores sutilezas" — influenciou indiretamente Graciliano Ramos ao escrever um de seus mais famosos romances modernistas do século XX, São Bernardo (1934), ao retratar a ação direta de Paulo Honório na captura de Madalena. Dom Casmurro também influenciou, só que dessa vez explicitamente, o conto "Capitu Sou Eu", de Dalton Trevisan, publicado num livro de contos homônimo em 2003, em que uma professora e um aluno rebelde tem um caso doentio e discutem sobre o caráter da personagem.
A crítica moderna também atribui a Dom Casmurro ideias e conceitos que seriam posteriormente desenvolvidos por Sigmund Freud e seus projetos de psicanálise. O livro de Machado é publicado no mesmo ano que sua Interpretação dos Sonhos, e Dom Casmurro já escrevia frases como "Penso que lhe senti o sabor da felicidade no leite que me deu a mamar", alusão àquilo que Freud veio chamar de fase oral na psicanálise, em relação à boca-seio, no que alguns chamam de "premonição freudiana". O menino Bentinho era introspectivo e seus devaneios substituíam parte da realidade: "Os sonhos do acordado são como os outros sonhos, tecem-se pelos desenhos das nossas inclinações e das nossas recordações", escreve o Dom Casmurro já velho, numa antecipação do conceito freudiano que concebe a unidade da vida psicológica no sonho e na vigília.
As diversas adaptações posteriores de Dom Casmurro, em inúmeras mídias e formas, também comprova o diálogo e a influência que o romance continua realizando nas mais diferentes áreas, seja no cinema, no teatro, na música popular e erudita, na televisão, nos quadrinhos, na própria literatura etc.

## Crítica

### Introdução
Brevemente, pode-se dizer que a crítica de Dom Casmurro é relativamente recente. Recebeu aval dos contemporâneos de Machado e as críticas posteriores à sua morte trataram de analisar o personagem Bento e sua situação psicológica. Dom Casmurro também foi aproveitada por estudos da sexualidade e da psique humana, e do existencialismo assim que comumente nos tempos recentes atribuiu-se à obra machadiana uma abertura de interpretações.
No entanto, o primeiro tratado que revigorou o papel do romance, escrito por Helen Caldwell na década de 1960, não desfrutou de impactos no Brasil. Só recentemente, através de Silviano Santiago, em 1969, e principalmente Roberto Schwarz em 1991, o livro de Caldwell foi descoberto e abriu novas propostas para a obra machadiana. Esta também foi a década que Machado de Assis teve maior relevância crítica na França e o romance recebeu comentários importantes através de tradutores franceses; o livro escrito por Dom Casmurro interessou principalmente as revistas literárias de psicologia e de psiquiatria, que também recomendavam a leitura de L'Aliéniste, "O Alienista", a seus leitores.
A crítica moderna, muito influenciada pelo histórico de interpretações do romance, que examinaremos a seguir, identifica nos dias de hoje três leituras sucessivas de Dom Casmurro, a saber:
1. Romanesca, é a história da formação e decomposição de um amor, do idílio da adolescência, passando pelo casamento, até a morte da companheira e do filho duvidoso.
2. Próxima do romance psicanalítico e policial, é o libelo acusatório do marido-advogado à cata de prenúncios e evidências do adultério, tido por ele como indubitável.
3. Deve ser realizada à contracorrente, pela inversão do rumo da desconfiança, transformando em réu o próprio narrador, em acusado o acusador.
O histórico das interpretações que se vai ler na próxima seção, destacando a crítica da década de 1930 e 40 até a década de 1980, mostra a reviravolta que se tem feito nas diversas interpretações de Dom Casmurro, sustentada não somente por críticos brasileiros, mas também, e consideravelmente, internacionais. A maioria das interpretações do romance são influenciadas pela sociologia, feminismo e psicanálise, e a maioria também se refere ao tema do ciúme do narrador, Dom Casmurro; algumas argumentando que não existiu adultério e outras que o autor deixou a questão em aberto para o leitor.

### Interpretações
Entre os temas interpretados ao longo dos anos pelos críticos e ensaístas estão o possível adultério de Capitu, uma análise sócio-psicológica das personagens e o caráter do narrador-personagem. Os críticos da década de 1930 e 40 escreviam que Bento Santiago sofria de distimia e relacionaram sua personalidade calada e solitária com o próprio autor, que deveria sofrer epilepsia. Seu amigo Escobar deveria sofrer de transtorno obsessivo-compulsivo e de tiques motores, com possível controle sobre eles. Essas considerações desempenharam certo psicologismo em relação à Dom Casmurro e Machado de Assis. A crítica moderna encara essa interpretação como fruto do psicologismo daquela época, que exagerava seus sofrimentos e que não dava importância à sua subida de carreira (como jornalista e trabalhador público). Psiquiatras como José Leme Lopes notaram as inibições de desenvolvimento de Bentinho e seu "atraso no desenvolvimento afetivo e neurose". O Bentinho que Dom Casmurro evoca teria "sexualidade tardia" e "predomínio da fantasia sobre a realidade, com angústia."
Para a interpretação psiquiátrica esse seria um dos motivos de seu ciúme doentio. A crítica psicanalista considera que Bento "nasceu destituído de poder ter seus próprios desejos". O personagem teria nascido para "preencher o lugar de um irmão natimorto", ao que a psicanalista Arminda Aberastury escreve que "sempre chamava a atenção para as dificuldades que terão em seus desenvolvimento psicológico os filhos que vêm predestinados, vêm em lugar de outro." Dom Casmurro foi um menino que serviu a todos os desejos de sua mãe: entrou em seminário, foi padre, e assim alguns o veem como um homem inseguro e mimado. Bentinho é encarado como um típico homem brasileiro do século XIX da alta sociedade carioca, sem perspectivas históricas (daí o desejo de escrever História dos Surbúrbios mas depois optar por primeiro relatar as memórias de sua juventude), pessimista e esquivo. Outros, como Millôr Fernandes, também acreditam que Bentinho tinha tendência à homossexualidade e que apresentava certa afeição amorosa e carinhosa por Escobar.
Ao longo dos anos, Dom Casmurro era visto sob duas óticas principais: uma, a mais antiga, a de confiar nas palavras escritas por Bento Santiago, sem maiores questionamentos a respeito (José Veríssimo, Lúcia Miguel Pereira, Afrânio Coutinho, Érico Veríssimo e principalmente os contemporâneos de Machado fazem parte desse grupo); e outra, mais recente, a de que Machado de Assis deixa ao leitor a tarefa de tomar suas próprias conclusões sobre os personagens e o enredo, sendo essa uma das características mais freqüentes de sua literatura. Os argumentadores dessa posição muitas vezes abstêm-se das questões do romance e encaram Dom Casmurro como uma obra aberta.
A crítica interpretativa dirigida negativamente ao narrador e à salvação de Capitu, argumentando que ela não o traiu, só se deu recentemente, a partir do movimento feminista dos anos 60 e 70, sobretudo pela ensaísta norte-americana Helen Caldwell. Em seu The Brazilian Othello of Machado de Assis (1960), argui que a personagem Capitu não traiu Bentinho, mudando até então a visão que se tinha do romance, e que ela é vítima de um cínico Dom Casmurro que na verdade induz o leitor em suas palavras que não condizem com a verdade. A principal prova que Caldwell apresenta é a intertextualidade nítida e frequente que o autor faz do Otelo de Shakespeare, cujo protagonista mata a esposa pensando erroneamente que ela o traiu. A autora escreve sua tese sob a perspectiva principal de que o narrador machadiano é autônomo o suficiente para dar sua própria e única versão dos fatos. Para a crítica, Bentinho não o faz de propósito, mas por loucura, já que ele é, segundo as palavras dela, o "Iago de si mesmo". Caldwell também revalidou o papel de Capitu, que deveria ser mais bonita e ter melhores sonhos que seu esposo. Outros críticos estrangeiros, como John Gledson, a partir da década de 1980 levantaram a hipótese de interesses sociais relacionados à organização e à crise da ordem patriarcal durante o Segundo Reinado. Para o universo carrança, bolorento e recalcado de Dona Glória, com seus viúvos, agregados e escravos, a energia e a liberdade de opinião da mocinha moderna e pobre, atrevida e irreverente, lúcida e atuante, tornaria-se intoleráveis. Uma das provas do argumento de Gledson encontra-se no Capítulo 3, que ele considera ser a "base do romance", na motivação de José Dias ao falar da família de Capitu e lembrar a D. Glória a promessa que ela fez de botar Bentinho no Seminário, ou seja, tratando a "gente do Pádua" como inferior e sua filha como uma menina dissimulada e pobre que pode corromper o garoto.
Assim, os ciúmes de Bentinho, menino rico, de família decadente, do bacharel típico do Segundo Reinado, condensariam uma problemática social ampla, por trás daquele "novo Otelo que difama e destrói a amada." Essa interpretação sociológica ainda se conserva nos dias de hoje, como lemos nas palavras do ensaísta português Helder Macedo que afirmou, em relação ao tema do ciúme:
"Na destruição de Capitu, na neutralização do desafio ao modo de ser alternativo que ela representa, reside o propósito fundamental da restauração procurada por Bento Santiago através da escrita do seu memorial. [...] Ela era uma estranha, uma intrusa, uma ameaça ao status quo, um indesejável traço de união com uma classe social mais baixa, representando assim também, implicitamente, a emergência potencial de uma nova ordem política que ameaçasse o poder estabelecido. [...] Classe e sexo são assim fundidos na mesma ameaça representada pela moralidade supostamente dúbia de Capitu".
Sob tal perspectiva, o narrador, ferramenta estereotipada usada pelo autor para criticar determinada classe social de sua época, é capaz de utilizar os preconceitos do brasileiro para induzi-lo em sua argumentação contra Capitu. Entre estes preconceitos temos a semelhança física e os trejeitos que um filho herda do pai verdadeiro, pré-concepção que seria comum à cultura brasileira, e que Bento utiliza ao falar como Ezequiel era a cara de Escobar.
Visando o enjoo que o debate crítico da temática do ciúme desencadeou a partir de então, autores como, por exemplo, José Aderaldo Castello, afirmavam que Dom Casmurro não é o romance do ciúme, mas da dúvida: "é por excelência o romance que exprime o conflito atroz e insolúvel entre a verdade subjetiva e as insinuações de alto poder de infiltração, geradas por coincidências, aparências e equívocos, imediata ou tardiamente alimentados por intuições." Não se desconsidera, portanto, as já citadas hipótese de que Bento Santiago esteja realmente falando a verdade e Capitu o traiu e a de que Machado quis deixar a verdade nas mãos do leitor. A escritora Lygia Fagundes Telles, que estudou o romance para escrever o roteiro do filme Capitu (1968), como leitora que chegou a condenar Capitu e depois a condenar Bentinho, disse numa entrevista recente, concluindo: "Eu já não sei mais. Minha última versão é essa, não sei. Acho que enfim suspendi o juízo. No começo, ela era uma santa; na segunda, um monstro. Agora, na velhice, eu não sei. Acho Dom Casmurro mais importante que Madame Bovary. Nele há a dúvida, enquanto a Bovary tem escrito na testa que é adúltera."

## Recepção
À época de sua publicação, Dom Casmurro foi elogiado pelos amigos próximos do autor. Medeiros e Albuquerque, por exemplo, dizia ser este "o nosso Otelo". Seu amigo Graça Aranha comentou sobre Capitu: "casada, teve por amante o maior amigo do marido." Sua primeira recepção parece ter acreditado nas palavras do narrador e relacionou o livro com O Primo Basílio (1878) de Eça de Queiroz e com Madame Bovary de Flaubert, isto é, romances de adultério.
José Veríssimo, por sua vez, escreveu que "Dom Casmurro trata de um homem inteligente, sem dúvida, mas simples, que desde rapazinho se deixa iludir pela moça que ainda menina amara, que o enfeitiçara com a sua faceirice calculada, com a sua profunda ciência congênita de dissimulação, a quem ele se dera com todo ardor compatível com o seu temperamento pacato." Veríssimo também fez uma analogia entre Dom Casmurro e o narrador de Memórias Póstumas de Brás Cubas:
"Dom Casmurro é o irmão gêmeo, posto que com grandes diferenças de feições, se não de índole, de Brás Cubas."

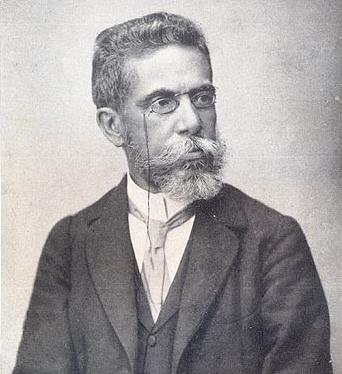
Machado de Assis, c. 1896.

Silvio Romero já há tempo não aceitava o rompimento de Machado com a linearidade narrativa e com a natureza do enredo tradicional e depreciava sua prosa. Como se sabe, no entanto, a Livraria Garnier publicava os volumes de Machado tanto no Brasil como em Paris e, com este novo livro, a crítica internacional já passava a colocar em dúvida se Eça de Queiroz ainda seria o melhor romancista da língua portuguesa. Artur de Azevedo elogiou a obra duas vezes e numa delas escreveu: "Dom Casmurro é um desses livros impossíveis de resumir, porque é na vida interior de Bento Santiago que reside todo o seu encanto, toda a sua força", e concluiu que "O que é tudo, porém, neste livro sombrio e triste, onde há páginas escritas com lágrimas e sangue, é a fina psicologia das duas figuras capitais e o nobre e soberbo estilo da narrativa."
Machado de Assis comunicou-se em cartas com amigos e recebia outras, satisfeito com os comentários que eram publicados a respeito de seu livro. Dom Casmurro continuou recebendo inúmeras outras críticas e interpretações com o tempo e nos dias atuais é visto como uma das maiores contribuições ao romance impressionista e é tratado por alguns como sendo um dos maiores expoentes do realismo brasileiro.

## Publicações

### Edições
Publicado pela Livraria Garnier em 1900, embora a imprenta em sua folha de rosto mostrasse o ano anterior, Dom Casmurro foi escrito para sair diretamente em livro, ao contrário de Memórias Póstumas de Brás Cubas (1881) e Quincas Borba (1891) que antes de sua publicação saíram como folhetins. Quincas Borba, por exemplo, saiu em capítulos na revista A Estação entre os anos de 1886 e 1891 para, em 1892, ser publicado definitivamente e o outro de março a dezembro de 1880 na Revista Brasileira até ser editado em 1881 pela Tipografia Nacional.
Garnier, que publicava Machado tanto no Brasil quanto em Paris (sob o nome Hippolyte Garnier), recebeu uma carta do autor em 19 de dezembro de 1899 em francês, que reclamava do atraso na publicação: "Esperamos Dom Casmurro na data em que anunciaram. Peço-vos, com todos nossos interesses, que a primeira remessa de exemplares seja grande o suficiente, porque ela pode acabar rápido, e o atraso da segunda remessa vai prejudicar as vendas" ao que a casa editora respondeu em 12 de janeiro de 1900: "Dom Casmurro não partiu essa semana, trata-se de um atraso de um mês por causas independentes de nossa vontade [...]"
Sua primeira edição foi limitada, porém a composição estava guardada para ser reimpressa assim que se esgotassem os dois mil exemplares iniciais.

### Em outras línguas
O romance tem sido traduzido para muitas outras línguas desde sua primeira publicação em português no Brasil. Abaixo, algumas das traduções mais significativas:
| Ano            | Língua       | Título                                          | Tradutor(es)                                                                | Editora |
| -------------- | ------------ | ----------------------------------------------- | --------------------------------------------------------------------------- | --- |
| 1930 1954 1958 | Italiano     | Dom Casmurro                                    | Giuseppe Alpi Liliana Borla Laura Marchiori                                 | Roma: Instituto Cristoforo Colonbo Milão: Fratelli Bocca Milão: Rizzoli                                                 |
| 1936 1956 2002 | Francês      | Dom Casmurro Dom Casmurro et les Yeux de ressac | Francis de Miomandre Anne-Marie Quint                                       | Paris: Institut international de Coopération intellectuelle Paris: Métailié Paris: Albin Michel                         |
| 1943 1954 1995 | Espanhol     | Don Casmurro                                    | Luís M. Baudizzone e Newton Freitas J.Natalicio Gonzalez Ramón de Garciasol | Buenos Aires: Editorial Nova Buenos Aires: W.M.Jackson Buenos Aires: Espasa-Calpe                                       |
| 1951 1980 2005 | Alemão       | Dom Casmurro                                    | E. G. Meyenburg Harry Kaufmann                                              | Zurique: Manesse Verlag Berlim: Rütten & Loening Augsburg: Weltbild                                                     |
| 1953 1992 1997 | Inglês       | Dom Casmurro                                    | Helen Caldwell Scott Buccleuch John Gledson                                 | Londres: W.H.Allen Nova Iorque: The Nooday Press Inglaterra: Penguin Classics Nova York/Oxford: Oxford University Press |
| 1954           | Sueco        | Dom Casmurro                                    | Göran Heden                                                                 | Estocolmo: Sven-Erik berghs Bokförlag                                                                                   |
| 1959           | Polonês      | Dom Casmurro                                    | Janina Wrzoskowa                                                            | Varsóvia: Panstwowy Wydawnicz                                                                                           |
| 1960           | Tcheco       | Don Morous                                      | Eugen Spálený                                                               | Praga: SNKLHU |
| 1961           | Russo        | Дон Касмурро                                    | Т. Ивановой                                                                 | Moscou: Рыбинский Дом печати (reedição 2015)                                                                            |
| 1965           | Romeno       | Dom Casmurro                                    | Paul Teodorescu                                                             | Bucareste: Univers |
| 1965           | Servo-croata | Dom Casmurro                                    | Ante Gettineo                                                               | Zagreb: Zora |
| 1973           | Estoniano    | Dom Casmurro                                    | Aita Kurfeldt                                                               | Tallin: Eesti Raamat |
| 1985 1984      | Português    | Dom Casmurro                                    | s/t                                                                         | Lisboa: Inquérito Porto: Lello & Irmão                                                                                  |
| 1985           | Neerlandês   | Dom Casmurro                                    | August Willemsen                                                            | Amesterdão: De Arbeiderspers                                                                                            |
| 1998           | Catalão      | El Senyor Casmurro                              | Xavier Pàmies                                                               | Barcelona: Quaderns Crema                                                                                               |

## Adaptações

### Cinema
As três adaptações cinematográficas do romance diferem entre si. A primeira, Capitu (1968), dirigida por Paulo Cesar Saraceni, com roteiro de Paulo Emílio Sales Gomes e Lygia Fagundes Telles, e atuação de Isabella, Othon Bastos e Raul Cortez, é uma leitura fiel do livro, a segunda, Dom (2003), dirigido por Moacyr Góes, com Marcos Palmeira e Maria Fernanda Cândido, mostra uma abordagem contemporânea sobre o ciúme nos relacionamentos. A mais recente Capitu e o Capítulo (2023), dirigido por Julio Bressane, com Mariana Ximenes e Vladimir Brichta, aborda a obra de forma livre.

### Teatro
A obra também ganhou importantes adaptações para o teatro, tais qual a peça Capitu (1999), com direção de Marcus Vinícius Faustini, premiada e elogiada pela Academia Brasileira de Letras, e Criador e Criatura: o Encontro de Machado e Capitu (2002), livre adaptação de Flávio Aguiar e Ariclê Perez, dirigido por Bibi Ferreira. Antes dessas duas produções, recebeu uma adaptação em ópera, intitulada Dom Casmurro, com libreto de Orlando Codá e música de Ronaldo Miranda, que estreou no Theatro Municipal de São Paulo em 1992.

### Música
Luiz Tatit compôs "Capitu", canção interpretada pela cantora Ná Ozzetti. O compositor Ronaldo Miranda escreveu uma ópera com libreto de Orlando Codá que estreou em maio de 1992 no Theatro Municipal de São Paulo.

### Literatura
Em 1998, Fernando Sabino publicou pela Editora Ática o romance Amor de Capitu. Nele, a história original foi reescrita em uma narrativa em terceira pessoa.

### Televisão
Em comemoração ao centenário da morte de Machado de Assis, a Rede Globo realizou em 2008 uma microssérie chamada Capitu, dirigida por Luiz Fernando Carvalho, escrita por Euclydes Marinho, com Eliane Giardini, Maria Fernanda Cândido e Michel Melamed, entrelaçando elementos de época como figurinos com elementos modernos que vão desde a trilha sonora, com músicas da banda Beirut, até cenas onde eram mostrados os MP3s.

### Quadrinhos
Dom Casmurro foi adaptado para os quadrinhos por Felipe Greco e Mario Cau. O livro, publicado pela editora Devir, ganhou o Prêmio Jabuti em 2013 (nas categorias "Livro didático e paradidático" e "Ilustração") e o Troféu HQ Mix em 2014 (na categoria "Adaptação para os quadrinhos").
Outras adaptações de Dom Casmurro para quadrinhos também foram lançadas pelas editoras Ática (autores: Ivan Jaf e Rodrigo Rosa) e Nemo (autores: Wellington Srbek e José Aguiar).